# Liste der diplomatischen Vertretungen in Kenia

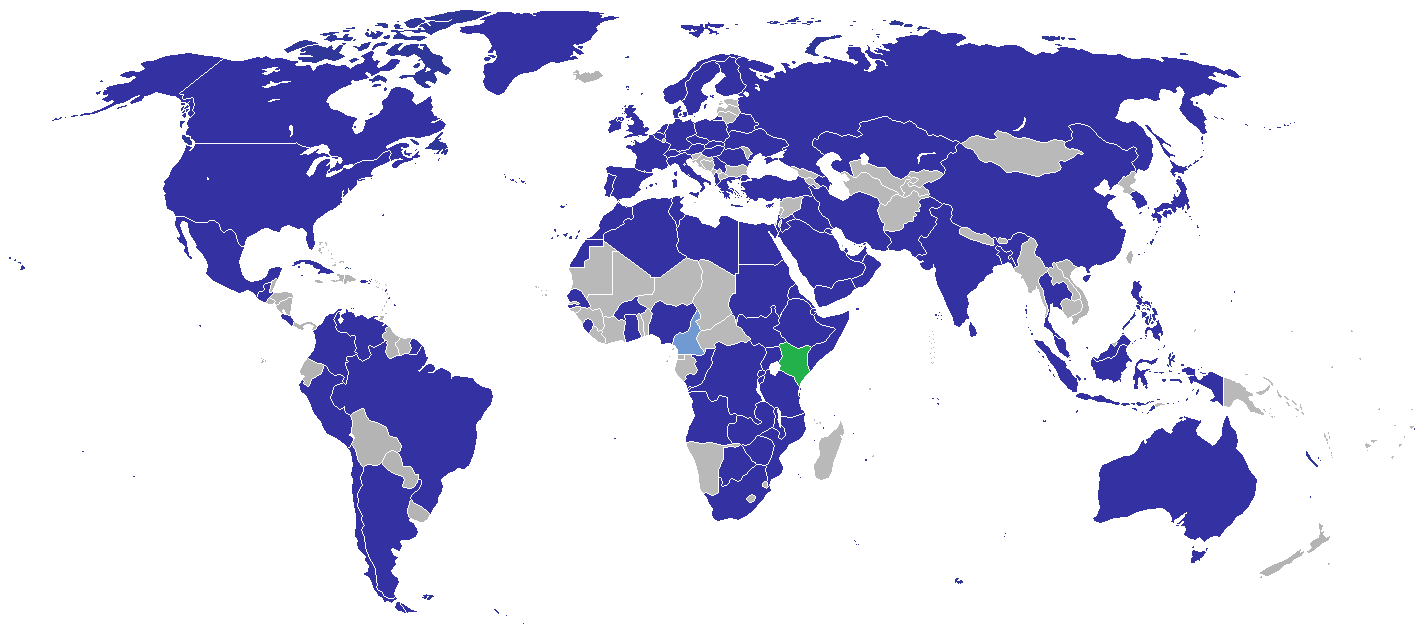
Staaten mit einer Botschaft in Kenia

Die Liste der diplomatischen Vertretungen in Kenia führt Botschaften und Konsulate auf, die im afrikanischen Staat Kenia (Stand 2019).

## Botschaften in Nairobi
87 Botschaften sind in der Kenias Hauptstadt eingerichtet (Stand 2019).

### Staaten
| - Algerien: Botschaft - Angola: Botschaft - Argentinien: Botschaft - Australien: Botschaft - Österreich: Botschaft - Bangladesch: Botschaft - Belarus: Botschaft - Belgien: Botschaft - Botswana: Botschaft - Brasilien: Botschaft - Burundi: Botschaft - Kanada: Botschaft - Chile: Botschaft - Volksrepublik China: Botschaft - Kolumbien: Botschaft - Demokratische Republik Kongo: Botschaft - Republik Kongo: Botschaft - Costa Rica: Botschaft - Kuba: Botschaft - Tschechien: Botschaft - Dänemark: Botschaft - Dschibuti: Botschaft - Ägypten: Botschaft - Eritrea: Botschaft - Äthiopien: Botschaft - Finnland: Botschaft - Frankreich: Botschaft - Deutschland: Botschaft - Ghana: Botschaft - Griechenland: Botschaft | - Ungarn: Botschaft - Indien: Botschaft - Indonesien: Botschaft - Iran: Botschaft - Irak: Botschaft - Irland: Botschaft - Israel: Botschaft - Italien: Botschaft - Japan: Botschaft - Jordanien: Botschaft - Kuwait: Botschaft - Libyen: Botschaft - Malawi: Botschaft - Malaysia: Botschaft - Mexiko: Botschaft - Marokko: Botschaft - Mosambik: Botschaft - Niederlande: Botschaft - Nigeria: Botschaft - Norwegen: Botschaft - Oman: Botschaft - Pakistan: Botschaft - Philippinen: Botschaft - Polen: Botschaft - Portugal: Botschaft - Katar: Botschaft - Rumänien: Botschaft - Russland: Botschaft - Ruanda: Botschaft | - Sierra Leone: Botschaft - Saudi-Arabien: Botschaft - Westsahara: Botschaft - Senegal: Botschaft - Serbien: Botschaft - Slowakei: Botschaft - Somalia: Botschaft - Südafrika: Botschaft - Südkorea: Botschaft - Südsudan: Botschaft - Spanien: Botschaft - Sri Lanka: Botschaft - Sudan: Botschaft - Schweden: Botschaft - Schweiz: Botschaft - Tansania: Botschaft - Thailand: Botschaft - Tunesien: Botschaft - Türkei: Botschaft - Uganda: Botschaft - Ukraine: Botschaft - Vereinigte Arabische Emirate: Botschaft - Vereinigtes Königreich: Botschaft - Vereinigte Staaten: Botschaft - Venezuela: Botschaft - Jemen: Botschaft - Sambia: Botschaft - Simbabwe: Botschaft |

### Vertretungen Internationaler Organisationen
- Malteserorden: Botschaft
- Vatikanstadt: Botschaft

## Nicht ansässige diplomatische Vertretungen
Standorte stehen in Klammern 
- Afghanistan (Kairo)
- El Salvador (Tel Aviv)
- Malediven (Riad)
- Zentralafrikanische Republik (Addis Abeba)
- Guinea (Addis Abeba)
- Island (Kampala)
- Togo (Addis Abeba)
- Tonga (London)